# Bitis inornata
Bitis inornata es una especie de víbora venenosa que solo se encuentra en la provincia del Cabo (Sudáfrica). Actualmente no se reconoce ninguna subespecie. Nombres comunes: víbora de montaña simple, víbora sin cuernos. Víbora de capa. 

## Descripción
Los adultos de B. inornata miden en promedio 25-40 cm de longitud total (incluida la cola), con una longitud total máxima registrada de 45 cm.

## Distribución geográfica
B. inornata es endémica de la Provincia del Cabo, Sudáfrica. 
Existe una población aislada en Sneeuberg, en la provincia oriental del Cabo, Sudáfrica.
La localidad tipo figura como "Sneeuwbergen, o Montañas de Nieve, ... inmediatamente detrás de la aldea de Graaff Raynet" (Provincia del Cabo Oriental, Sudáfrica)
Spawls and Branch (1995) la describió como conocido sólo de dos poblaciones aisladas en la provincia meridional del Cabo en Sudáfrica: la primera en el este, limitada a los pastizales de montaña de Sneeuberge, desde el norte de Graaff-Reinet hasta Cradock. Una segunda población se descubrió hace relativamente poco tiempo en las laderas superiores del Cederberg, en el oeste.

## Estado de conservación
La especie B. inornata está clasificada como deficiente en datos en la Lista Roja de la UICN.  

## Otras lecturas
- Boulenger GA (1896). Catálogo de las Serpientes en el Museo Británico (Historia Natural). Volumen III., Que contiene el. . . Viperidæ . Londres: Fideicomisarios del Museo Británico (Historia Natural). (Taylor y Francis, impresores). xiv + 727 pp. + Placas I-XXV. ( Bitis inornata, pp.   496-497).
- Branch, Bill (2004). Guía de campo para las serpientes y otros reptiles del sur de África . Tercera edición revisada, segunda impresión. Isla Sanibel, Florida: Ralph Curtis Books. 399 pp. ISBN 0-88359-042-5 . ( Bitis inornata, pp.   117-118 + Lámina 14).
- Smith A (1838). Ilustraciones de la zoología de Sudáfrica; Compuesta principalmente por figuras y descripciones de los objetos de la historia natural recopilados durante una expedición al interior de Sudáfrica, en los años 1834, 1835 y 1836; Equipado por "La Asociación del Cabo de Buena Esperanza para explorar África Central:" junto con un resumen de la zoología africana y una investigación sobre los rangos geográficos de las especies en esa zona del mundo. [Volumen III. Reptilia]. Londres: señores comisionados del Tesoro de su majestad. (Smith, Elder and Co., impresoras). 48 placas + páginas de texto sin numerar. ( Echidna inornata, nueva especie, Lámina 4 + dos páginas sin numerar).